# Fatal Frame
Fatal Frame, cunoscut și ca Project Zero în Europa și Zero (零 zero?) în Japonia, este o serie de jocuri video de horror psihologic, ce constă din 5 părți, un spin-off și un remake al părții a doua.